# Jacob Kiplimo
Jacob Kiplimo (né le 14 novembre 2000) est un athlète ougandais, spécialiste des courses de fond, champion du monde du semi-marathon en 2020, champion du monde de cross-country en 2023 et 2024, et médaillé de bronze sur 10 000 m aux Jeux de Tokyo en 2021 et lors des championnats du monde à Eugene en 2022. 
En 2025, il améliore le record du monde du semi-marathon, avec un temps de 56 min 42 s. Il est le frère de l'athlète Oscar Chelimo.

## Biographie

### Débuts
Âgé de 15 ans, Jacob Kiplimo remporte la médaille de bronze du 10 000 mètres lors des championnats du monde juniors de 2016 à Bydgoszcz. Il devient le plus jeune athlète ougandais à participer aux Jeux olympiques en réalisant les minimas de qualifications sur 5 000 mètres. À Rio de Janeiro, il est éliminé dès les séries de l'épreuve du 5000 mètres.
En mars 2017, il remporte la course individuelle junior des championnats du monde de cross 2017. En mai 2017, pour sa première participation à un meeting de la Ligue de diamant, la Doha Diamond League 2017, il se classe septième du 3 000 mètres et établit un nouveau record national junior en couvrant les 8 km en 22 min 40 s. 
En 2018, il se classe 4e du 10 000 m des Athlétisme aux Jeux du Commonwealth de 2018 à Gold Coast, puis remporte la médaille d'argent des championnats du monde juniors, toujours sur la distance du 10 000 m, devancé par le Kényan Rhonex Kipruto. Cette même année, il remporte le 10 km de la San Silvestre Vallecana à Madrid, en portant son record personnel sur la distance à 26 min 41 s.

### Champion du monde de semi-marathon à 19 ans (2020)
En février 2019, Jacob Kiplimo bat pour la première fois son compatriote Joshua Cheptegei lors des championnats d'Ouganda de cross-country. Mais un mois plus tard, aux championnats du monde de cross à Aarhus, Cheptegei le devance de 4 secondes pour le titre, Kiplimo obtenant, en plus de la médaille d'argent en individuelle, la médaille d'or par équipes avec l'Ouganda. Il déclare forfait pour les championnats du monde 2017 à Londres pour cause de blessure.
Le 8 septembre 2020 à Ostrava, Jacob Kiplimo porte son record personnel sur 5 000 m à 12 min 48 s 63. Le 17 octobre, il remporte à l'âge de 19 ans les championnats du monde de semi-marathon à Gdynia en Pologne, en s'imposant en 58 min 49 s, nouveau record d'Ouganda, devant le Kényan Kibiwott Kandie. Il termine également troisième du classement par équipes avec ses compatriotes ougandais, derrière le Kenya et l'Éthiopie. Lors du semi-marathon de Valence le 6 décembre, il se classe deuxième derrière Kibiwott Kandie, qu'il avait battu aux championnats du monde, en réalisant la deuxième meilleure performance mondiale de tous les temps en 57 min 37 s, à trois secondes de Kibiwott qui établit un nouveau record du monde en 57 min 32 s.

### Record du monde du semi-marathon (2021)
Jacob Kiplimo est aligné sur deux épreuves lors des Jeux olympiques de Tokyo en 2021. Sur 10 000 m, il décroche la médaille de bronze en 27 min 43 s 88, battu au sprint par l'Éthiopien Selemon Barega et son compatriote Joshua Cheptegei, recordman du monde de la distance. Sur 5 000 m, il se classe 5e de la finale remportée également par Joshua Cheptegei.
Le 21 novembre 2021, il bat d'une seconde le record du monde au semi-marathon à Lisbonne en 57 min 31 s, record qui était la propriété du Kényan Kibiwott Kandie depuis 2020.
En février 2022, il remporte le semi-marathon de Ras el Khaïmah 2022. Plus tard dans la saison, il se classe troisième du  10 000 mètres des championnats du monde 2022, derrière son compatriote Joshua Cheptegei et le Kényan Stanley Waithaka Mburu. Aux Jeux du Commonwealth de 2022 à Birmingham, il s'adjuge les titres du 5 000 m (13 min 8 s 08) et du 10 000 m (27 min 9 s 19, nouveau record des Jeux), comme Joshua Cheptegei quatre ans plus tôt. 

### Champion du monde de cross (2023)
Le 18 février 2023, Jacob Kiplimo devient champion du monde de cross en s'imposant à Bathurst en Australie devant l'Éthiopien Berihu Aregawi et Joshua Cheptegei. Vainqueur du semi-marathon de New York en 1 h 1 min 31 s, il ne dispute que deux compétitions sur piste, sur 5 000 m, en terminant deuxième du meeting d'Oslo et 6e du meeting Herculis de Monaco. Il se blesse en août 2023 et doit déclarer forfait pour les championnats du monde. En fin d'année 2023, il remporte le 15 km  de la Zevenheuvelenloop à Nimègue.

### Deuxième titre de champion du monde de cross (2024)
Le 30 mars 2024 aux championnats du monde de cross à Belgrade, il remporte son deuxième titre mondial consécutif en s'imposant dans le temps de 28 min 9 s, devant Berihu Aregawi et Benson Kiplangat.

## Palmarès
| Date | Compétition                            | Lieu       | Résultat | Épreuve             | Temps          |
| ---- | -------------------------------------- | ---------- | -------- | ------------------- | -------------- |
| 2016 | Championnats du monde juniors          | Bydgoszcz  | 3e       | 10 000 m            | 27 min 26 s 68 |
| 2017 | Championnats du monde de cross         | Manama     | 1er      | Individuel junior   | 22 min 40 s    |
| 2018 | Jeux du Commonwealth                   | Gold Coast | 4e       | 10 000 m            | 27 min 30 s 25 |
| 2018 | Championnats du monde juniors          | Tampere    | 2e       | 10 000 m            | 27 min 40 s 36 |
| 2019 | Championnats du monde de cross         | Aarhus     | 2e       | Course individuelle | 22 min 40 s    |
| 2019 | Championnats du monde de cross         | Aarhus     | 1er      | Par équipes         | 20 pts         |
| 2020 | Championnats du monde de semi-marathon | Gdynia     | 1er      | Individuel          | 58 min 49 s    |
| 2020 | Championnats du monde de semi-marathon | Gdynia     | 3e       | Par équipes         |                |
| 2021 | Jeux olympiques                        | Tokyo      | 5e       | 5 000 m             | 13 min 2 s 40  |
| 2021 | Jeux olympiques                        | Tokyo      | 3e       | 10 000 m            | 27 min 43 s 88 |
| 2022 | Championnats du monde                  | Eugene     | 3e       | 10 000 m            | 27 min 27 s 97 |
| 2022 | Jeux du Commonwealth                   | Birmingham | 1er      | 5 000 m             | 13 min 8 s 08  |
| 2022 | Jeux du Commonwealth                   | Birmingham | 1er      | 10 000 m            | 27 min 9 s 19  |
| 2023 | Championnats du monde de cross         | Bathurst   | 1er      | Course individuelle | 29 min 17 s    |
| 2023 | Championnats du monde de cross         | Bathurst   | 3e       | Par équipes         | 37 pts         |
| 2024 | Championnats du monde de cross         | Belgrade   | 1er      | Course individuelle | 28 min 9 s     |
| 2024 | Championnats du monde de cross         | Belgrade   | 2e       | Par équipes         | 31 pts         |
| 2024 | Jeux olympiques                        | Paris      | 8e       | 10 000 m            | 26 min 46 s 39 |
| 2025 | Marathon de Londres                    | Londres    | 2e       | Marathon            | 2 h 3 min 37 s |

## Records
| Épreuve       | Performance        | Lieu      | Date              |       |
| Piste         | Piste              | Piste     | Piste             | Piste |
| ------------- | ------------------ | --------- | ----------------- | ----- |
| 3 000 m       | 7 min 26 s 64 (NR) | Rome      | 17 septembre 2020 |       |
| 2 miles       | 8 min 10 s 16      | Eugene    | 21 août 2021      |       |
| 5 000 m       | 12 min 40 s 96     | Oslo      | 30 mai 2024       |       |
| 10 000 m      | 26 min 33 s 93     | Ostrava   | 19 mai 2021       |       |
| Route         |                    |           |                   |       |
| 10 kilomètres | 26 min 48 s        | Valence   | 14 janvier 2024   |       |
| 15 kilomètres | 40 min 42 s (WB)   | Nimègue   | 19 novembre 2024  |       |
| Semi-marathon | 56 min 42 s (WR)   | Barcelone | 16 février 2025   |       |
| Marathon      | 2 h 3 min 37 s     | Londres   | 27 avril 2025     |       |